# Marta García Larriu
Marta García Larriu es una cineasta española, creadora y directora del festival de progreso sostenible Another Way Film Festival. Sus producciones han sino nominadas a los Premios Óscar y a los Premios Goya.

## Trayectoria
Se formó en Ciencias Económicas y trabajó en la banca privada. Ha trabajado como productora en Nueva York, Buenos Aires y Panamá. En Panamá, fue directora de producción de uno de los primeros largometrajes del país.
En 2011, produjo el cortometraje de Jaime Dezcallar, La Migala, que se proyecto en el Festival Internacional de Cine de Seattle, Philadelphia Film And Animation Fest, Festival de Cine de Nueva York o el Tabernas De Cine.
En 2014, fundó la asociación Another Way y el festival de cine documental internacional Another Way Film Festival, centrado en desarrollo sostenible y cambio climático, y del que también se convirtió en directora. Fue presidenta de la Asociación SANNAS y de la red de festivales de cine de Madrid, MATRIZ, durante un periodo de casi 4 años.
Fue productora ejecutiva del cortometraje de 2017, Madre, dirigido por Rodrigo Sorogoyen, protagonizado por Marta Nieto y proyectado en decenas de festivales. También ha producido a directores como Costa-Gavras, Gilles Paquet-Brenner y el colectivo MegaForce.
Ha sido jurado del Festival Internacional de Cine de San Sebastián y del FICMEC de Garachico, en Canarias. También ha sido ponente en diferentes conferencias.

## Reconocimientos
Su corto La Migala ganó varios galardones en certámenes como el Boston Film Festival, el Fesdecurt Dénia, el Festival Internacional De Cine De Cartagena, el Ovation Short Film Contest y la Muestra De Cine Independiente y Fantástico De Toledo.
En 2018, el cortometraje Madre, que produjo García Larriu, fue reconocido con el premio Goya al Mejor Cortometraje Ficción, el Premio Cinematográfico José María Forqué y la Biznaga de Plata del Festival de Málaga entre otros galardones. Al año siguiente, el corto fue nominado a los Premios Óscar.